# Svetlana Alliluyeva
Svetlana Iosifovna Alliluyeva (em russo:  Светлана Иосифовна Аллилуева, em georgiano:  სვეტლანა ალილუევა), nascida como Svetlana Iósifovna Stálina (em russo:  Светлана Иосифовна Сталина), conhecida também pelo pseudônimo de Lana Peters (Moscou, União Soviética, 28 de fevereiro de 1926 – Richland Center, Wisconsin, 22 de novembro de 2011) foi uma escritora russo/georgiano-estadunidense/britânico. Filha mais nova do líder soviético Josef Stalin, Svetlana causou furor internacional ao fugir para os Estados Unidos em 1967.

## Biografia
Assim como a maioria dos filhos de oficiais soviéticos do primeiro escalão, Svetlana foi criada por uma babá e via os pais apenas ocasionalmente.
Sua mãe, Nadezhda Alliluyeva (a segunda esposa de Stalin), morreu em 9 de novembro de 1932, quando ela tinha apenas seis anos de idade. A morte de Nadezhda foi oficialmente divulgada como peritonite resultada de um apêndice estourado. Apesar das várias teorias sobre a causa de sua morte, a mais aceita é que Nadezhda cometeu suicídio após uma discussão com o marido numa reunião do Partido Comunista. Em sua autobiografia, publicada após exilar-se nos Estados Unidos, Svetlana afirma que a morte da mãe havia extinguido a última centelha de bondade humana do pai.
Aos 16 anos, Svetlana se apaixonou pelo cineasta judeu Aleksei Kapler, então com 40 anos. Seu pai desaprovou de forma veemente o romance. Mais tarde, Kapler foi sentenciado a dez anos de confinamento em um gulag (campo de trabalho forçado) em Vorkuta e especula-se que a causa real de sua prisão tenha sido seu romance com Svetlana.

### Casamentos
Aos 17 anos de idade, Svetlana se apaixonou por Grigory Morozov, um de seus colegas na Universidade de Moscou. Seu pai concordou, com ressentimento, com o casamento dos dois, mas afirmou que nunca se encontraria com o noivo. Após o nascimento do único filho desta união, Joseph Alliluyev (1945 - 2008) o casal se divorciou em 1947. Em 1949, ela se formou na universidade.
O segundo marido de Svetlana foi Yuri Zhdanov, filho de Andrei Zhdanov, braço-direito de Stalin. Os dois se casaram em 1949 e tiveram uma filha, Yekaterina Zhdanova Alliluyeva, em 1950, mas logo a união se dissolveria.
Apesar do que foi noticiado pela imprensa, incluindo a revista Time, Svetlana nega ter se casado uma terceira vez com o filho de Lazar Kaganovitch, outro correligionário de Stalin. Em seu livro Only One Year, ela afirma que Kaganovich tinha apenas uma filha, sua melhor amiga, e um filho adotivo que era dez anos mais novo que ela. Svetlana escreveu: "quando ele cresceu, casou-se com uma estudante de sua idade".
- Svetlana com Lavrenti Beria. Ao fundo, Stalin e Nestor Lakoba.
- Stalin e Svetlana em 1935.

### A morte de Stalin
Após a morte de seu pai, em 1953, Svetlana adotou o sobrenome de solteira de sua mãe (Alliluyeva) e começou a dar aulas de literatura soviética e língua inglesa na Universidade de Moscou. Em 1965, começou a atuar como tradutora de obras da literatura russa em inglês. Ela havia se formado em História dos Estados Unidos da América e falava inglês fluentemente, mas tinha pouca oportunidade de falar o idioma. Svetlana era membro do Partido Comunista e, baseado em seu parentesco, mantinha relações com os altos membros do governo soviético e desfrutava dos privilégios da nomenklatura. Ela recebia uma pensão com a qual passou a se sustentar após se demitir para poder cuidar dos filhos.
Em 1963, enquanto estava internada em um hospital para remover suas amígdalas, ela conheceu Brajesh Singh, um comunista indiano que estava visitando Moscou. Singh era suavemente educado e idealista em relação ao Estado soviético, mas estava gravemente doente, com bronquiectasia e enfisema. Os dois acabaram cimentando o relacionamento enquanto Singh se recuperava em Sóchi, cidade resort do Mar Negro. Ele retornou a Moscou em 1965, para trabalhar como tradutor, mas eles não conseguiram obter permissão do governo para se casarem. Singh morreu em 1966 e Svetlana conseguiu autorização do governo para viajar até a Índia para que a família dele pudesse jogar as cinzas dele sob o Ganges. Em uma entrevista em 26 de abril de 1967, ela se referiu a ele como seu marido, apesar dos dois nunca terem se casado oficialmente.

### Asilo político

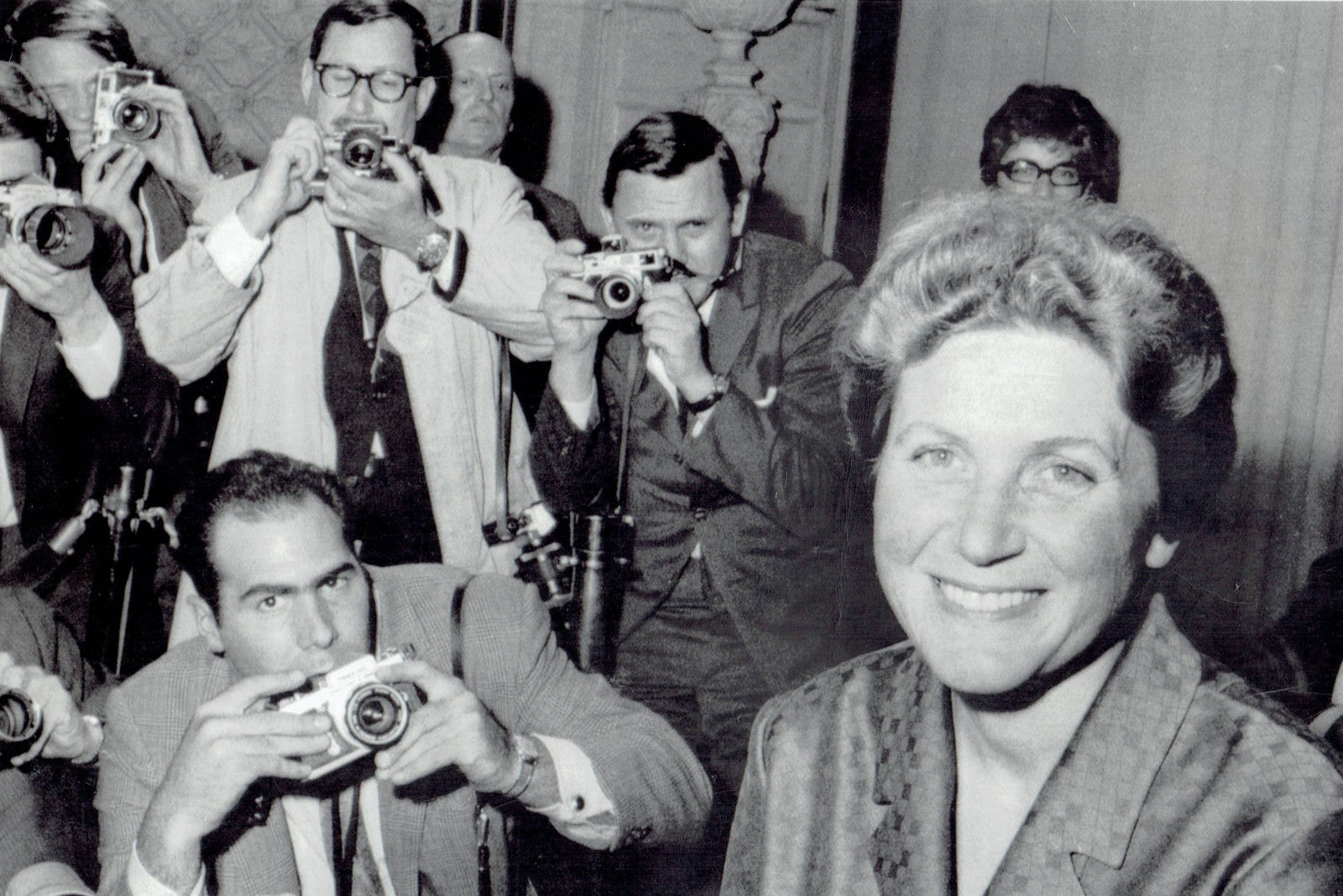
Na cidade de Nova Iorque, em 26 de Abril de 1967.

Em 6 de março de 1967, após ter visitado a embaixada soviética em Nova Déli, Svetlana foi até a embaixada estadunidense, onde deu início ao pedido oficial de asilo político. O pedido foi garantido, mas devido a preocupações indianas em relação a uma possível retaliação diplomática da União Soviética, Svetlana teve que partir para a Itália. Quando o voo da Alitalia pousou em Roma, ela imediatamente partiu para Genebra, onde o governo suíço lhe arranjou um visto de turista e acomodações por seis semanas antes que ela pudesse partir em caráter definitivo para os EUA.
Após sua chegada em Nova Iorque, em abril de 1967, Svetlana deu uma conferência de imprensa denunciando o regime de seu pai e o então governo soviético, comandado por Khrushchev. Sua tentativa de publicar sua autobiografia Twenty Letters To A Friend (Vinte Cartas a um Amigo) no quinquagésimo aniversário da Revolução soviética, causou um alvoroço na União Soviética, e o governo ameaçou lançar sua própria versão dos fatos por ela narrados. A publicação do livro no Ocidente acabou tendo sua data mudada e o problema diplomático acabou sendo resolvido. Svetlana mais tarde mudou-se para Princeton, Nova Jérsei e, depois, para Pennington, no mesmo estado. A KGB elaborou um plano para assassiná-la (ver: Medidas ativas). Mas, tal plano, que contaria com o apoio do Spetsnaz (forças especiais) nunca foi executado.
Em 1970, Svetlana aceitou o convite de Olgivanna, viúva de Frank Lloyd Wright para visitar Taliesin West, a residência do casal em Scottsdale, Arizona. Como Svetlana descreveu no livro Faraway Music, Olgivanna acreditava em misticismo e estava convencida de que ela era uma substituta espiritual de sua filha (também chamada Svetlana), morta em um acidente de carro anos antes. Assim sendo, Svetlana concordou em se relacionar com William Wesley Peters, o viúvo da filha de Olgivanna, adotando o nome de Lana Peters. O casal teve uma filha, Olga Peters e, apesar de Svetlana, em suas próprias palavras, ter tido respeito e carinho por Peters, a união acabou se dissolvendo pela pressão que Olgivanna exercia sobre o casal.
Em 1982, mudou-se com a filha para Cambridge, na Inglaterra, e em 1984 retornou à União Soviética, onde ela e a filha obtiveram cidadania, instalando-se em Tbilisi, capital da atual Geórgia. Em 1986 ela retornou aos Estados Unidos e, mais tarde, na década de 1990, para a Inglaterra, instalando-se dessa vez em Bristol. Sua filha Olga adotou o novo nome de Chrese Evans. Svetlana morreu de câncer de cólon em 22 de novembro de 2011 em Richland Center, no estado norte-americano de Wisconsin, pobre e renegada pela família.

## Livros
- 1967 — Twenty Letters To A Friend (tradução: Vinte cartas a amigos)
- 1969 — Only One Year
- 1984 — Faraway Music